# 加藤澤男
- 加藤澤男
- 加藤沢男

加藤 澤男（かとう さわお、1946年10月11日 - ）は、日本の体操選手、体操コーチ。学位は体育学修士（東京教育大学・1974年）。公益財団法人日本体操協会顧問、筑波大学名誉教授、白鷗大学名誉教授、文化功労者。
筑波大学体育科学系教授、筑波大学大学院人間総合科学研究科教授、財団法人日本体操協会理事、白鷗大学教育学部教授、白鷗大学教育学部スポーツ健康専攻専攻長などを歴任した。

## 概要
1968年メキシコシティーオリンピック・1972年ミュンヘンオリンピック・1976年モントリオールオリンピックの体操競技に出場し8個の金メダルを含む計12個のメダルを獲得した。モントリオールオリンピックでは日本選手団主将を務めた。その後、筑波大学や白鷗大学で指導に当たった。

## 来歴

### 生い立ち
新潟県五泉市（旧中蒲原郡村松町）出身。中学から体操を始め、新潟県立新潟南高等学校から東京教育大学（現筑波大学）に進学。1970年3月、東京教育大学の体育学部体育学科を卒業した。1974年3月、東京教育大学の大学院体育研究科にて修士課程を修了した。

### 体操選手として
大学4年生の1968年メキシコシティーオリンピック男子体操チームのメンバーに選ばれ、アキレスけんを痛めながらもソ連のミハイル・ボローニンとの接戦のすえ個人総合で金メダルを獲得し、団体総合でも優勝を果たす。以来、3大会連続でオリンピックに出場。「６種目やってこその体操」を信条として猛練習を重ね、ソ連のニコライ・アンドリアノフらと激しい覇権争いを繰り広げた。
1960年ローマオリンピックから1976年モントリオールオリンピックまで続いた男子体操チームのオリンピック団体5連覇のうち、3大会でメンバーとして出場した。
自身がオリンピックで獲得した金メダルの数は8個に及び、これは日本選手としては最多の獲得数である。特に「個人総合」のオリンピック2連覇を達成した選手は、イタリアのアルベルト・ブラリア、ソビエト連邦のビクトル・チュカリン、日本の内村航平と加藤澤男の4人のみである。
後輩の塚原光男、笠松茂が難易度の高いオリジナル演技を自ら開発、演技するのに比べ、加藤の演技は美しさを追求するものである。モントリオール大会における平行棒の演技では、フィニッシュの2回宙返りの最中でも、足の爪先を伸ばしたままの姿勢を維持していた。これは「体操の教科書」となる演技と言われ、このような美しさを追求した演技が、後輩の選手達にも大きな影響を与えている。
1999年5月、国際スポーツ記者協会が選んだ「20世紀を代表する25選手」に日本人ではただ1人選出された。2000年シドニーオリンピック時には、選手村内の道路の1つが「サワオ・カトー・ストリート」と名付けられた。2001年に国際体操殿堂入り。2021年5月、国際天文学連合の小天体命名ワーキンググループ (WGSBN) によって、木星のトロヤ群に属する小惑星番号43212の小惑星が Katosawao と命名された。木星のトロヤ群の小惑星にはトロイ戦争に関わる人物の名前が付けられることとされていたが、新たにアスリートに由来する名前が付けられることとされ、加藤ら5名が最初に選ばれたものである。

### 体操指導者として
1977年に引退、筑波大学コーチに就任。1993年に国際体操連盟の男子体操技術委員に就任。2012年12月の退任まで副委員長などを歴任しながら、採点規則の改定などに尽力する。
国内では1999年から筑波大学の教授に就任し、体操競技部の顧問を務める。2010年3月限りで筑波大を退職し、4月から白鷗大学教授に就任（2017年3月末まで）。2013年からは新公益財団法人としての日本体操協会の評議員を務める。（評議員の任期は2017年3月末まで）
2020年、文化功労者顕彰。

## 成績

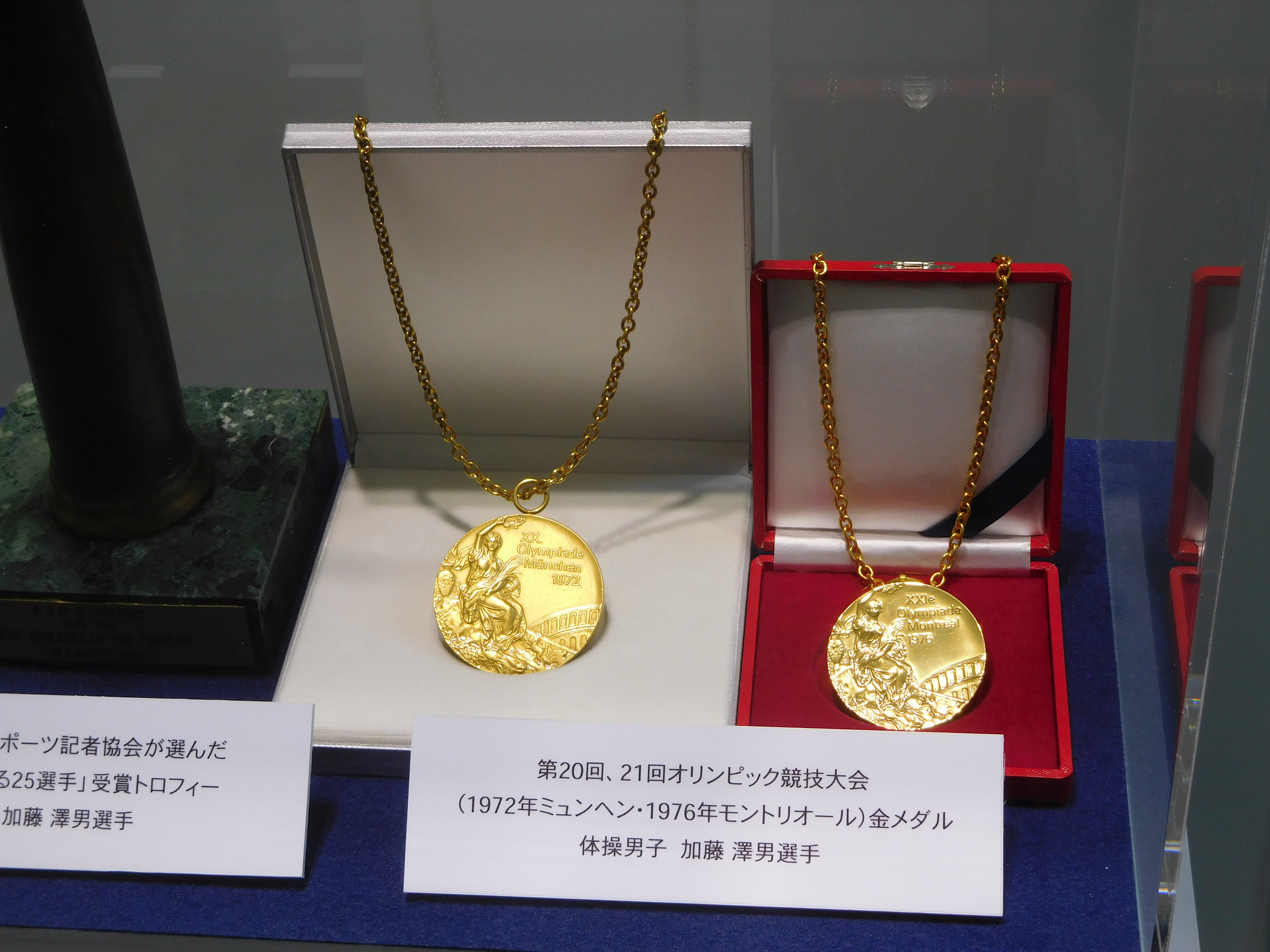
加藤の獲得した金メダル。左が1972 ミュンヘン、右が1976 モントリオール

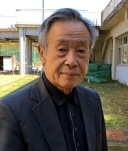
文化功労者顕彰に際して文部科学省により公表された肖像写真

- メキシコシティーオリンピック（1968年）
  - 団体総合　優勝
  - 個人総合　優勝[12]
  - 個人種目別　床運動　優勝
  - 個人種目別　つり輪　3位

- ミュンヘンオリンピック（1972年）
  - 団体総合　優勝
  - 個人総合　優勝
  - 個人種目別　床運動　6位
  - 個人種目別　あん馬　2位
  - 個人種目別　つり輪　4位
  - 個人種目別　跳馬　　4位
  - 個人種目別　平行棒　優勝
  - 個人種目別　鉄棒　　2位

- モントリオールオリンピック（1976年）
  - 団体総合　優勝
  - 個人総合　2位
  - 個人種目別　床運動　5位
  - 個人種目別　あん馬　5位
  - 個人種目別　つり輪　6位
  - 個人種目別　平行棒　優勝
- 1967年 ユニバーシアード（東京）団体総合優勝、個人総合3位
- 1968年  NHK杯個人総合 優勝
- 1969年 全日本選手権 個人総合優勝
- 1971年  NHK杯個人総合 優勝
- 1972年  NHK杯個人総合 優勝
- 1974年 ヴァルナ世界選手権（ブルガリア）団体総合金メダル
- 1977年 FIG体操ワールドカップ（オビエド）個人総合4位

## 著書
- 『中・高校　器械運動の授業づくり』（三木四郎、本村清人との共編著、大修館書店<最新体育授業シリーズ>、2006年）